# Ross County Football Club 2018-2019
Questa voce raccoglie le informazioni riguardanti il Ross County Football Club nelle competizioni ufficiali della stagione 2018-2019.

## Stagione
- In questa stagione da neo retrocessa il Ross County vinse la Scottish Championship (71 punti), davanti al Dundee Utd e all'Inverness, ottenendo un immediato ritorno in Scottish Premiership.
- In Scottish Cup viene eliminato agli ottavi di finale dall'Inverness (2-2 e poi 5-4 ai rigori).
- In Scottish League Cup viene eliminato al secondo turno dall'Hibernian (3-2).

## Maglie
| Manica sinistra · Manica sinistra · Maglietta · Maglietta · Manica destra · Manica destra · Pantaloncini · Pantaloncini · Calzettoni · Calzettoni | Manica sinistra · Manica sinistra · Maglietta · Maglietta · Manica destra · Manica destra · Pantaloncini · Pantaloncini · Calzettoni · Calzettoni |

## Rosa
| N. |                             | Ruolo | Calciatore               |
| -- | --------------------------- | ----- | ------------------------ |
| 1  | Scozia (bandiera)           | P     | Scott Fox                |
| 2  | Scozia (bandiera)           | D     | Marcus Fraser (capitano) |
| 3  | Scozia (bandiera)           | D     | Sean Kelly               |
| 4  | Inghilterra (bandiera)      | D     | Liam Fontaine            |
| 5  | Irlanda del Nord (bandiera) | D     | Callum Morris            |
| 6  | Inghilterra (bandiera)      | C     | Ross Draper              |
| 7  | Scozia (bandiera)           | A     | Michael Gardyne          |
| 8  | Scozia (bandiera)           | C     | Jamie Lindsay            |
| 9  | Irlanda del Nord (bandiera) | A     | Billy McKay              |
| 10 | Scozia (bandiera)           | A     | Declan McManus           |
| 11 | Scozia (bandiera)           | C     | Iain Vigurs              |
| 12 | Inghilterra (bandiera)      | D     | Tom Grivosti             |
| 14 | Scozia (bandiera)           | C     | Josh Mullin              |
| 15 | Scozia (bandiera)           | D     | Keith Watson             |
| 16 | Scozia (bandiera)           | C     | Lewis Spence             |
| 17 | Inghilterra (bandiera)      | C     | Davis Keillor-Dunn       |
| 18 | Inghilterra (bandiera)      | D     | Callum Semple            |
| 19 | Scozia (bandiera)           | A     | Brian Graham             |

| N. |                        | Ruolo | Calciatore        |
| -- | ---------------------- | ----- | ----------------- |
| 20 | Scozia (bandiera)      | A     | Greg Morrison     |
| 21 | Scozia (bandiera)      | P     | Ross Munro        |
| 23 | Scozia (bandiera)      | C     | Russell Dingwall  |
| 24 | Canada (bandiera)      | C     | Harry Paton       |
| 26 | Scozia (bandiera)      | C     | Don Cowie         |
| 27 | Scozia (bandiera)      | A     | Ross Stewart      |
| 28 | Paesi Bassi (bandiera) | D     | Kenny van der Weg |
| 31 | Scozia (bandiera)      | A     | Danny Armstrong   |
| -  | Cipro (bandiera)       | D     | Stelios Dimitriou |
| -  | Irlanda (bandiera)     | D     | Andy Boyle        |
| -  | Scozia (bandiera)      | D     | Tom Kelly         |
| -  | Scozia (bandiera)      | D     | Jack Murray       |
| -  | Scozia (bandiera)      | C     | Ryan Dow          |
| -  | Scozia (bandiera)      | C     | Mark Gallagher    |
| -  | Scozia (bandiera)      | C     | Tony Dingwall     |
| -  | Scozia (bandiera)      | C     | Dylan Dykes       |
| -  | Scozia (bandiera)      | A     | Ross MacIver      |
| -  | Scozia (bandiera)      | A     | James Wallace     |

## Risultati

### Scottish Championship
| Arbitro: | Mike Roncone |

|                   |           |  |
| Marcus Fraser 88’ | Marcatori |  |

| Arbitro: | Craig Thomson |

|                     |           |                                                      |
| Louis Longridge 28’ | Marcatori | 25’ Josh Mullin 42’ Michael Gardyne 68’ Keith Watson |

| Arbitro: | Greg Aitken |

|                                   |           |               |
| Michael Tidser 60’ Bob McHugh 77’ | Marcatori | 58’ Don Cowie |

| Arbitro: | Nick Walsh |

|                                      |           |  |
| Jamie Lindsay 68’ Declan McManus 90’ | Marcatori |  |

| Dumfries 15 settembre 2018, ore 16:00 5ª giornata | Queen of the South | 0 – 0 referto | Ross County | Palmerston Park (1.509 spett.)\| Arbitro: \| Steven McLean \| |
| Arbitro:                                          | Steven McLean      |               |             |                                                               |

| Dingwall 22 settembre 2018, ore 16:00 6ª giornata | Ross County   | 0 – 0 referto | Inverness | Global Energy Stadium (6.402 spett.)\| Arbitro: \| Willie Collum \| |
| Arbitro:                                          | Willie Collum |               |           |                                                                     |

| Arbitro: | John Beaton |

|                    |           |                                                                                |
| Pavol Safranko 17’ | Marcatori | 11’ Billy McKay 29’ Billy McKay 42’ Sean Kelly 50’ Josh Mullin 51’ Billy McKay |

| Arbitro: | Nick Walsh |

|  |           |                                        |
|  | Marcatori | 14’ Josh Mullin 56’ (rig.) Billy McKay |

| Arbitro: | Steven McLean |

|                                 |           |                        |
| Billy McKay 23’ Josh Mullin 34’ | Marcatori | 50’ Lawrence Shankland |

| Arbitro: | Steven Reid |

|                                                                                                  |           |  |
| Billy McKay 9’ Billy McKay 42’ Billy McKay 48’ Davis Keillor-Dunn 87’ Brian Graham 90'+1’ (rig.) | Marcatori |  |

| Arbitro: | Euan Anderson |

|                        |           |                 |
| Ross Draper 26’ (aut.) | Marcatori | 78’ Iain Vigurs |

| Arbitro: | Kevin Clancy |

|                                    |           |                                         |
| George Oakley 19’ Shaun Rooney 30’ | Marcatori | 17’ Jamie Lindsay 43’ (aut.) Brad McKay |

| Arbitro: | Alan Newlands |

|  |           |                 |
|  | Marcatori | 15’ Paul Watson |

| Arbitro: | Alan Muir |

|                                  |           |                        |
| Billy McKay 9’ Jamie Lindsay 60’ | Marcatori | 74’ (aut.) Ross Draper |

| Arbitro: | Greg Aitken |

|  |           |                     |
|  | Marcatori | 90'+1’ Keith Watson |

| Arbitro: | Mike Roncone |

|                 |           |                   |
| Josh Mullin 55’ | Marcatori | 71’ Andy Stirling |

| Arbitro: | Bobby Madden |

|                                                                      |           |                                                      |
| Lawrence Shankland 21’ (rig.) Lawrence Shankland 25’ Andy Geggan 43’ | Marcatori | 12’ Josh Mullin 48’ (rig.) Billy McKay 52’ Don Cowie |

| Arbitro: | Colin Steven |

|                                         |           |  |
| Billy McKay 26’ (rig.) Ross Stewart 79’ | Marcatori |  |

| Arbitro: | Andrew Dallas |

|                                  |           |                  |
| Billy McKay 16’ Ross Stewart 84’ | Marcatori | 31’ Jordan White |

| Arbitro: | Willie Collum |

|                  |           |  |
| Kerr Waddell 66’ | Marcatori |  |

| Arbitro: | Steven Reid |

|                                                                           |           |  |
| Stephen Dobbie 12’ Michael Doyle 45’ Barry Maguire 65’ Stephen Dobbie 77’ | Marcatori |  |

| Arbitro: | Steven Kirkland |

|                                      |           |  |
| Declan McManus 12’ Jamie Lindsay 62’ | Marcatori |  |

| Arbitro: | Barry Cook |

|                    |           |                                     |
| Bruce Anderson 41’ | Marcatori | 52’ Billy McKay 77’ Michael Gardyne |

| Arbitro: | Steven Kirkland |

|                                   |           |                        |
| Brian Graham 12’ Keith Watson 22’ | Marcatori | 87’ (rig.) Ian McShane |

| Arbitro: | Gavin Duncan |

|                                           |           |                                                                            |
| Aidan Fitzpatrick 21’ Christie Elliot 24’ | Marcatori | 47’ Ross Stewart 64’ Jamie Lindsay 74’ Ross Stewart 79’ (rig.) Billy McKay |

| Arbitro: | Nick Walsh |

|                                                 |           |                                         |
| Billy McKay 35’ Billy McKay 70’ Billy McKay 75’ | Marcatori | 62’ Lawrence Shankland 73’ Andy Murdoch |

| Arbitro: | Willie Collum |

|                  |           |  |
| Calum Butcher 7’ | Marcatori |  |

| Arbitro: | Greg Aitken |

|                                  |           |  |
| Josh Mullin 55’ Brian Graham 78’ | Marcatori |  |

| Arbitro: | Nick Walsh |

|                   |           |                               |
| Carl Tremarco 24’ | Marcatori | 8’ Josh Mullin 34’ Andy Boyle |

| Arbitro: | Don Robertson |

|                  |           |  |
| Tom Grivosti 60’ | Marcatori |  |

| Arbitro: | Colin Steven |

|                   |           |  |
| Dario Zanatta 33’ | Marcatori |  |

| Arbitro: | Steven McLean |

|                      |           |                    |
| Jamie Lindsay 90'+4’ | Marcatori | 12’ Pavol Safranko |

| Dingwall 13 aprile 2019, ore 16:00 33ª giornata | Ross County  | 0 – 0 referto | Partick Thistle | Global Energy Stadium (4.031 spett.)\| Arbitro: \| Gavin Duncan \| |
| Arbitro:                                        | Gavin Duncan |               |                 |                                                                    |

| Arbitro: | Euan Anderson |

|                   |           |                                                    |
| Calvin Miller 12’ | Marcatori | 42’ Brian Graham 46’ Brian Graham 71’ Brian Graham |

| Arbitro: | John Beaton |

|                                                                    |           |  |
| Ross Stewart 29’ Brian Graham 50’ Josh Mullin 54’ Brian Graham 81’ | Marcatori |  |

| Arbitro: | Steven McLean |

|                                                     |           |                                  |
| Zak Rudden 27’ Ciaran McKenna 75’ Jordan McGhee 77’ | Marcatori | 58’ Ross Stewart 73’ Iain Vigurs |

### Scottish Cup
| Arbitro: | Steven McLean |

|                    |           |                                   |
| Jake Hastie 90'+1’ | Marcatori | 52’ Brian Graham 60’ Brian Graham |

| Arbitro: | John Beaton |

|                                     |           |                                |
| Ross Stewart 55’ Josh Mullin 90'+1’ | Marcatori | 13’ Aaron Doran 65’ Brad McKay |

| Arbitro: | John Beaton |

|                                   |                      |                                      |
| Jordan White 56’ Jordan White 81’ | Marcatori            | 22’ Ross Stewart 67’ Michael Gardyne |
|                                   | Tiri di rigore 7 – 6 |                                      |

### Scottish League Cup
| Arbitro: | Alan Newlands |

|                                    |           |  |
| Declan McManus 61’ Josh Mullin 82’ | Marcatori |  |

| Arbitro: | Willie Collum |

|                   |           |  |
| Jamie Lindsay 85’ | Marcatori |  |

| Arbitro: | Steven Kirkland |

|                                                                                   |           |                 |
| Michael McKenna 43’ (rig.) Michael McKenna 59’ Colin Hamilton 72’ Kane Hester 83’ | Marcatori | 23’ Billy McKay |

| Arbitro: | Greg Aitken |

|  |           |                                      |
|  | Marcatori | 59’ Callum Morris 90'+2’ Harry Paton |

| Arbitro: | Kevin Clancy |

|                                                      |           |                                            |
| David Gray 15’ Stevie Mallan 70’ Daryl Horgan 90'+1’ | Marcatori | 10’ Michael Gardyne 64’ (rig.) Josh Mullin |